# Christopher Knight (critique d'art)
Christopher Knight, né le 23 novembre 1950, est un critique d'art américain pour le Los Angeles Times. Trois fois finaliste du prix Pulitzer de critique (1991, 2001 et 2007), il a reçu le prix Frank Jewett Mather de 1997 pour la distinction en critique d'art de la College Art Association, le premier journaliste à remporter la récompense en 25 ans. 
Knight est apparu sur 60 Minutes, Newshour  et All Things Considered et CNN, et il a été présenté dans The Art of the Steal, le documentaire 2009 sur la Fondation Barnes à Philadelphie.
Avant de rejoindre le Los Angeles Times en 1989, Knight a été critique d'art au Los Angeles Herald Examiner (1980-1989), sous-directeur de l'information au musée du comté de Los Angeles (1979-1980) et conservateur le musée d'art contemporain de San Diego (1976-1979). De 1986 à 1989, il a également été conseiller de programme de la Lannan Foundation auprès du conservateur du Musée d'art moderne, John Elderfield, et du collectionneur d'art et philanthrope Gifford Philips. 
En 1999, Knight a reçu un doctorat honorifique en beaux-arts du Atlanta College of Art. Il a obtenu sa maîtrise en histoire de l'art de l'Université d'État de New York en 1976 et a été nommé Distinguished Alumnus  du Hartwick College (Oneonta, New York) en 1999. 

## Publications
- Avec Howard Singerman : The Barry Lowen Collection. Catalogue de l'exposition du Museum of Contemporary Art, Los Angeles,1986.
- Last Chance for Eden: Selected Art Criticism, 1979-1994, publié en 1995 par Art Issues Press[4].
- Art of the Sixties and Seventies: The Panza Collection publié par Rizzoli en 1989 et réédité en 2003[5].